# Emisor de campo
Los emisores de campo son componentes electrónicos capaces de arrancar electrones de un sólido por la acción exclusiva de un campo eléctrico fuerte. Se fabrican por micromecanizado de un conductor, habitualmente molibdeno o silicio dopado convenientemente, y mediante técnicas de capa fina. Se excavan pequeños 'pozos' en cuyo centro se deja una punta que sube hasta el nivel de la superficie. Esta se recubre con un electrodo aislado, de forma que entre los extremos las puntas y los bordes de los electrodos se establece un campo eléctrico muy elevado, capaz de arrancar electrones de la punta. El diámetro de cada pozo viene a ser de un micrómetro.

## Propiedades
- Consiguen un flujo de electrones varios órdenes de magnitud mayor que con cátodos termoiónicos, mayores que 2000A/cm².
- Tienen capacidad de conmutar entre emisión y reposo instantáneamente.
- Funcionamiento frío
- Corta totalmente la emisión de electrones con cambios pequeños de la tensión de puerta.

## Aplicaciones
- Fuente de electrones para válvulas de vacío
- Motores de satélites artificiales
- Pantallas planas.
- Litografía por haz de electrones, espectrómetros de masas, etc.

- Datos: Q5831453